# Юлты
Юлты — село в Красногвардейском районе Оренбургской области. Входит в состав Пушкинского сельсовета.

## География
Село находится на расстоянии 17 км к юго-востоку от села Плешаново, административного центра района.

### Часовой пояс
Село Юлты, как и вся Оренбургская область, находится в часовой зоне МСК+2. Смещение применяемого времени относительно UTC составляет +5:00.

## Население
| 2010 |
| ---- |
| 306  |

Проживают башкиры.

## Археология
В середине июня 2009 года в окрестностях села Юлты подростками в обрыве реки Ток (приток Самары) были найдены человеческие кости вместе с каменным трапециевидным предметом. По требованию набожных родителей-мусульман подростки запаковали куски черепа, кости и обломки кремнёвых предметов в коробку от утюга и отвезли самодельный «саркофаг» на старинное башкирское кладбище бывшего села Исмагилово в 3,8 км к востоку от села. Черепа из могильника Красноярка, расположенного к северо-востоку от села на правом берегу реки Ток, археологи относят к эпохе энеолита (4035—3992 гг. до н. э.).